# Felipe A. Espil
Felipe A. Espil fue un diplomático argentino.

## Carrera
De 1918 a 1921 fue primer secretario, de 1921 a 1928 Consejero y Encargado de negocios en la embajada de Argentina en Washington, D. C.. En 1922 fue amante de Wallis Simpson.
De 1928 a 1929 fue ministro en La Haya. De 1930 a 1931 fue ministro en Oslo, Noruega y Copenhague, Dinamarca.[cita requerida] Entre 1931 y 1943 fue embajador en Estados Unidos. Allí, se casó con Courtnery Letts Borden en 1933. En 1943 fue citado a Buenos Aires, después de la publicación de la correspondencia entre Cordell Hull y Segundo Storni.[cita requerida]
En 1945 fue nombrado embajador en España, y al año siguiente en el Reino Unido. Entre 1955 y 1959 fue embajador argentino en Brasil. Ese último año se retiró del servicio exterior argentino.